# Uralbia projecta
Uralbia projecta är en kvalsterart som beskrevs av Hopkins 1967. Uralbia projecta ingår i släktet Uralbia och familjen Aturidae. Inga underarter finns listade i Catalogue of Life.